# A Mahasz Top 40 albumlistájának első helyezettjei 2010–2019 között
Ez az oldal a Mahasz által minden héten közzé tett Top 40 albumlistájának első helyezettjeit tartalmazza 2010 és 2019 között.

## Első helyezettek

### 2010
| † | 2010 legnagyobb példányszámban eladott albumát jelzi |

| Dátum          | Album                              | Előadó                                      | Forrás |
| -------------- | ---------------------------------- | ------------------------------------------- | ------ |
| Január 4.      | Madárka                            | Holdviola                                   | [ 1 ]  |
| Január 11.     | A királyok hegedűse                | Mága Zoltán                                 | [ 2 ]  |
| Január 18.     | A királyok hegedűse                | Mága Zoltán                                 | [ 3 ]  |
| Január 25.     | Férfi és nő                        | Dés-Bereményi-Básti-Cserhalmi-Kulka-Udvaros | [ 4 ]  |
| Február 1.     | A királyok hegedűse                | Mága Zoltán                                 | [ 5 ]  |
| Február 8.     | Soldier of Love                    | Sade                                        | [ 6 ]  |
| Február 15.    | Soldier of Love                    | Sade                                        | [ 7 ]  |
| Február 22.    | Soldier of Love                    | Sade                                        | [ 8 ]  |
| Március 1.     | A királyok hegedűse                | Mága Zoltán                                 | [ 9 ]  |
| Március 8.     | A királyok hegedűse                | Mága Zoltán                                 | [ 10 ] |
| Március 15.    | Lélekdonor                         | Caramel                                     | [ 11 ] |
| Március 22.    | Lélekdonor                         | Caramel                                     | [ 12 ] |
| Március 29.    | Ments Meg!                         | Tabáni István                               | [ 13 ] |
| Április 5.     | Ments Meg!                         | Tabáni István                               | [ 14 ] |
| Április 12.    | Ments Meg!                         | Tabáni István                               | [ 15 ] |
| Április 19.    | Ments Meg!                         | Tabáni István                               | [ 16 ] |
| Április 26.    | Ments Meg!                         | Tabáni István                               | [ 17 ] |
| Május 3.       | Ments Meg!                         | Tabáni István                               | [ 18 ] |
| Május 10.      | Ments Meg!                         | Tabáni István                               | [ 19 ] |
| Május 17.      | A királyok hegedűse                | Mága Zoltán                                 | [ 20 ] |
| Május 24.      | Rebecca - A Manderley-ház asszonya | Musical                                     | [ 21 ] |
| Május 31.      | Rebecca - A Manderley-ház asszonya | Musical                                     | [ 22 ] |
| Június 7.      | Rebecca - A Manderley-ház asszonya | Musical                                     | [ 23 ] |
| Június 14.     | Rebecca - A Manderley-ház asszonya | Musical                                     | [ 24 ] |
| Június 21.     | A királyok hegedűse                | Mága Zoltán                                 | [ 25 ] |
| Június 28.     | One Love                           | David Guetta                                | [ 26 ] |
| Július 5.      | A királyok hegedűse                | Mága Zoltán                                 | [ 27 ] |
| Július 12.     | One Love                           | David Guetta                                | [ 28 ] |
| Július 19.     | One Love                           | David Guetta                                | [ 29 ] |
| Július 26.     | One Love                           | David Guetta                                | [ 30 ] |
| Augusztus 2.   | One Love                           | David Guetta                                | [ 31 ] |
| Augusztus 9.   | One Love                           | David Guetta                                | [ 32 ] |
| Augusztus 16.  | The Final Frontier                 | Iron Maiden                                 | [ 33 ] |
| Augusztus 23.  | A királyok hegedűse                | Mága Zoltán                                 | [ 34 ] |
| Augusztus 30.  | A királyok hegedűse                | Mága Zoltán                                 | [ 35 ] |
| Szeptember 6.  | A királyok hegedűse                | Mága Zoltán                                 | [ 36 ] |
| Szeptember 13. | A királyok hegedűse                | Mága Zoltán                                 | [ 37 ] |
| Szeptember 20. | A királyok hegedűse                | Mága Zoltán                                 | [ 38 ] |
| Szeptember 27. | A királyok hegedűse                | Mága Zoltán                                 | [ 39 ] |
| Október 4.     | 333km                              | Children of Distance                        | [ 40 ] |
| Október 11.    | Emberteremtő                       | Road                                        | [ 41 ] |
| Október 18.    | A katona imája †                   | Ákos                                        | [ 42 ] |
| Október 25.    | A katona imája †                   | Ákos                                        | [ 43 ] |
| November 1.    | A katona imája †                   | Ákos                                        | [ 44 ] |
| November 8.    | A katona imája †                   | Ákos                                        | [ 45 ] |
| November 15.   | A katona imája †                   | Ákos                                        | [ 46 ] |
| November 22.   | A katona imája †                   | Ákos                                        | [ 47 ] |
| November 29.   | A katona imája †                   | Ákos                                        | [ 48 ] |
| December 6.    | A katona imája †                   | Ákos                                        | [ 49 ] |
| December 13.   | Kicsi ország                       | Quimby                                      | [ 50 ] |
| December 20.   | Az első X – 10 dal az élő showból  | Takács Nikolas                              | [ 51 ] |
| December 27.   | Az első X – 10 dal az élő showból  | Király L. Norbi                             | [ 52 ] |

### 2011
| † | 2011 legnagyobb példányszámban eladott albumát jelzi |

| Dátum          | Album                                             | Előadó                            | Forrás  |
| -------------- | ------------------------------------------------- | --------------------------------- | ------- |
| Január 3.      | Az első X – 10 dal az élő showból                 | Vastag Csaba                      | [ 53 ]  |
| Január 10.     | Az első X – 10 dal az élő showból                 | Takács Nikolas                    | [ 54 ]  |
| Január 17.     | Az első X – 10 dal az élő showból †               | Janicsák Veca                     | [ 55 ]  |
| Január 24.     | Dirty Dance 2                                     | Andrewboy                         | [ 56 ]  |
| Január 31.     | Az első X – 10 dal az élő showból †               | Janicsák Veca                     | [ 57 ]  |
| Február 7.     | Az első X – 10 dal az élő showból †               | Janicsák Veca                     | [ 58 ]  |
| Február 14.    | Az első X – 10 dal az élő showból †               | Janicsák Veca                     | [ 59 ]  |
| Február 21.    | Az első X – 10 dal az élő showból †               | Janicsák Veca                     | [ 60 ]  |
| Február 28.    | Az első X – 10 dal az élő showból †               | Janicsák Veca                     | [ 61 ]  |
| Március 7.     | Az lesz a győztes                                 | Ossian                            | [ 62 ]  |
| Március 14.    | Az első X – 10 dal az élő showból †               | Janicsák Veca                     | [ 63 ]  |
| Március 21.    | Bookmarks                                         | Subscribe                         | [ 64 ]  |
| Március 28.    | Dirty Dance 2                                     | Andrewboy                         | [ 65 ]  |
| Április 4.     | Foltos úton                                       | Szíj Melinda                      | [ 66 ]  |
| Április 11.    | Foltos úton                                       | Szíj Melinda                      | [ 67 ]  |
| Április 18.    | Foltos úton                                       | Szíj Melinda                      | [ 68 ]  |
| Április 25.    | Foltos úton                                       | Szíj Melinda                      | [ 69 ]  |
| Május 2        | 2011 Budapesti Újévi Koncert                      | Mága Zoltán                       | [ 70 ]  |
| Május 9.       | Hosszú az a nap                                   | Szenes Iván                       | [ 71 ]  |
| Május 16.      | Online a világ                                    | Ocho Macho                        | [ 72 ]  |
| Május 23.      | Born This Way                                     | Lady Gaga                         | [ 73 ]  |
| Május 30.      | Volume 4 - Hoppá!                                 | Budapest Bár                      | [ 74 ]  |
| Június 6.      | Én meg az Ének: emléxel?                          | Bérczesi Róbert                   | [ 75 ]  |
| Június 13.     | Volume 4 - Hoppá!                                 | Budapest Bár                      | [ 76 ]  |
| Június 20.     | Volume 3 - Zene                                   | Budapest Bár                      | [ 77 ]  |
| Június 27.     | Volume 4 - Hoppá!                                 | Budapest Bár                      | [ 78 ]  |
| Július 4.      | Volume 4 - Hoppá!                                 | Budapest Bár                      | [ 79 ]  |
| Július 11.     | Volume 4 - Hoppá!                                 | Budapest Bár                      | [ 80 ]  |
| Július 18.     | Volume 4 - Hoppá!                                 | Budapest Bár                      | [ 81 ]  |
| Július 25.     | Volume 4 - Hoppá!                                 | Budapest Bár                      | [ 82 ]  |
| Augusztus 1.   | Volume 4 - Hoppá!                                 | Budapest Bár                      | [ 83 ]  |
| Augusztus 8.   | A második X – 10 új felvétel                      | Janicsák Veca                     | [ 84 ]  |
| Augusztus 15.  | A második X – 10 új felvétel                      | Janicsák Veca                     | [ 85 ]  |
| Augusztus 22.  | A második X – 10 új felvétel                      | Janicsák Veca                     | [ 86 ]  |
| Augusztus 29.  | I'm With You                                      | Red Hot Chili Peppers             | [ 87 ]  |
| Szeptember 5.  | Vízválasztó                                       | Depresszió                        | [ 88 ]  |
| Szeptember 12. | A második X – 10 új felvétel                      | Janicsák Veca                     | [ 89 ]  |
| Szeptember 19. | A második X – 10 új felvétel                      | Janicsák Veca                     | [ 90 ]  |
| Szeptember 26. | Apa figyelj rám                                   | Halász Judit                      | [ 91 ]  |
| Október 3.     | Magyar népmesék                                   | Magyarország kedvenc gyermekmeséi | [ 92 ]  |
| Október 10.    | A holnapok ravatalán                              | Moby Dick                         | [ 93 ]  |
| Október 17.    | Arénakoncert 2011                                 | Ákos                              | [ 94 ]  |
| Október 24.    | Arénakoncert 2011                                 | Ákos                              | [ 95 ]  |
| Október 31.    | Arénakoncert 2011                                 | Ákos                              | [ 96 ]  |
| November 7.    | Instant szeánsz                                   | Quimby                            | [ 97 ]  |
| November 14.   | Christmas                                         | Michael Bublé                     | [ 98 ]  |
| November 21.   | Az évtized lemeze                                 | Kowalsky meg a Vega               | [ 99 ]  |
| November 28.   | Magyarország legkedveltebb karácsonyi gyerekdalai | Gyereklemez                       | [ 100 ] |
| December 5.    | Christmas                                         | Michael Bublé                     | [ 101 ] |
| December 12.   | Christmas                                         | Michael Bublé                     | [ 102 ] |
| December 19.   | Az első X – Az élő show-k 10 legnagyobb kedvence  | Kocsis Tibor                      | [ 103 ] |
| December 26.   | Az első X – Az élő show-k 10 legnagyobb kedvence  | Kocsis Tibor                      | [ 104 ] |

### 2012
| † | 2012 legnagyobb példányszámban eladott albumát jelzi |

| Dátum          | Album                                            | Előadó             | Forrás  |
| -------------- | ------------------------------------------------ | ------------------ | ------- |
| Január 2.      | Az első X – Az élő show-k 10 legnagyobb kedvence | Kocsis Tibor       | [ 105 ] |
| Január 9.      | Az első X – Az élő show-k 10 legnagyobb kedvence | Kocsis Tibor       | [ 106 ] |
| Január 16.     | Az első X – Az élő show-k 10 legnagyobb kedvence | Kocsis Tibor       | [ 107 ] |
| Január 23.     | Az első X – Az élő show-k 10 legnagyobb kedvence | Kocsis Tibor       | [ 108 ] |
| Január 30.     | Old Ideas                                        | Leonard Cohen      | [ 109 ] |
| Február 6.     | Old Ideas                                        | Leonard Cohen      | [ 110 ] |
| Február 13.    | 21                                               | Adele              | [ 111 ] |
| Február 20.    | 21                                               | Adele              | [ 112 ] |
| Február 27.    | Last Minute                                      | Mihály Tamás       | [ 113 ] |
| Március 5.     | Last Minute                                      | Mihály Tamás       | [ 114 ] |
| Március 12.    | Last Minute                                      | Mihály Tamás       | [ 115 ] |
| Március 19.    | MDNA                                             | Madonna            | [ 116 ] |
| Március 26.    | MDNA                                             | Madonna            | [ 117 ] |
| Április 2.     | 12 döntős                                        | Megasztár          | [ 118 ] |
| Április 9.     | Kerítést bontok                                  | Ismerős Arcok      | [ 119 ] |
| Április 16.    | Kerítést bontok                                  | Ismerős Arcok      | [ 120 ] |
| Április 23.    | Kerítést bontok                                  | Ismerős Arcok      | [ 121 ] |
| Április 30.    | Poklok és mennyek között                         | Kalapács           | [ 122 ] |
| Május 7.       | Flow                                             | ColorStar          | [ 123 ] |
| Május 14.      | Trespassing                                      | Adam Lambert       | [ 124 ] |
| Május 21.      | Másik világ                                      | Benkő László       | [ 125 ] |
| Május 28.      | File Under Zawinul                               | The Syndicate      | [ 126 ] |
| Június 4.      | Másik világ                                      | Benkő László       | [ 127 ] |
| Június 11.     | Belehalok                                        | Majka, Curtis, BLR | [ 128 ] |
| Június 18.     | Belehalok                                        | Majka, Curtis, BLR | [ 129 ] |
| Június 25.     | Living Things                                    | Linkin Park        | [ 130 ] |
| Július 2.      | Living Things                                    | Linkin Park        | [ 131 ] |
| Július 9.      | Living Things                                    | Linkin Park        | [ 132 ] |
| Július 16.     | Irány az élet!                                   | Kocsis Tibor       | [ 133 ] |
| Július 23.     | Living Things                                    | Linkin Park        | [ 134 ] |
| Július 30.     | Dark Roots Of Earth                              | Testament          | [ 135 ] |
| Augusztus 6.   | Belehalok                                        | Majka, Curtis, BLR | [ 136 ] |
| Augusztus 13.  | Mennydörgés                                      | Barbárfivérek      | [ 137 ] |
| Augusztus 20.  | File Under Zawinul                               | The Syndicate      | [ 138 ] |
| Augusztus 27.  | Ezeregy szefárd éjszaka                          | Palya Bea          | [ 139 ] |
| Szeptember 3.  | Belehalok                                        | Majka, Curtis, BLR | [ 140 ] |
| Szeptember 10. | Hosszú az a nap                                  | Szenes Iván        | [ 141 ] |
| Szeptember 17. | Big City Lights                                  | Lord               | [ 142 ] |
| Szeptember 24. | ¡Uno!                                            | Green Day          | [ 143 ] |
| Október 1.     | 2084                                             | Ákos               | [ 144 ] |
| Október 8.     | 2084                                             | Ákos               | [ 145 ] |
| Október 15.    | 2084                                             | Ákos               | [ 146 ] |
| Október 22.    | 2084                                             | Ákos               | [ 147 ] |
| Október 29.    | 2084                                             | Ákos               | [ 148 ] |
| November 5.    | Rockmafia Debrecen †                             | Tankcsapda         | [ 149 ] |
| November 12.   | Rockmafia Debrecen †                             | Tankcsapda         | [ 150 ] |
| November 19.   | Celebration Day                                  | Led Zeppelin       | [ 151 ] |
| November 26.   | Christmas                                        | Michael Bublé      | [ 152 ] |
| December 3.    | Rockmafia Debrecen †                             | Tankcsapda         | [ 153 ] |
| December 10.   | Christmas                                        | Michael Bublé      | [ 154 ] |
| December 17.   | Christmas                                        | Michael Bublé      | [ 155 ] |
| December 24.   | Christmas                                        | Michael Bublé      | [ 156 ] |

### 2013
| † | 2013 legnagyobb példányszámban eladott albumát jelzi |

| Dátum          | Album                            | Előadó         | Forrás  |
| -------------- | -------------------------------- | -------------- | ------- |
| December 31.   | 2084                             | Ákos           | [ 157 ] |
| Január 7.      | Rockmafia Debrecen †             | Tankcsapda     | [ 158 ] |
| Január 14.     | Rockmafia Debrecen †             | Tankcsapda     | [ 159 ] |
| Január 21.     | Rockmafia Debrecen †             | Tankcsapda     | [ 160 ] |
| Január 28.     | Rockmafia Debrecen †             | Tankcsapda     | [ 161 ] |
| Február 4.     | Rockmafia Debrecen †             | Tankcsapda     | [ 162 ] |
| Február 11.    | Koncertfilm - 2002 LGT-Fesztivál | Locomotiv GT   | [ 163 ] |
| Február 18.    | Dalok a The Voice-ból            | Pál Dénes      | [ 164 ] |
| Február 25.    | Rockmafia Debrecen †             | Tankcsapda     | [ 165 ] |
| Március 4.     | Tegyük fel…                      | Road           | [ 166 ] |
| Március 11.    | Rockmafia Debrecen †             | Tankcsapda     | [ 167 ] |
| Március 18.    | Rockmafia Debrecen †             | Tankcsapda     | [ 168 ] |
| Március 25.    | Delta Machine                    | Depeche Mode   | [ 169 ] |
| Április 1.     | Rockmafia Debrecen †             | Tankcsapda     | [ 170 ] |
| Április 8.     | A tűz jegyében                   | Ossian         | [ 171 ] |
| Április 15.    | To Be Loved                      | Michael Bublé  | [ 172 ] |
| Április 22.    | To Be Loved                      | Michael Bublé  | [ 173 ] |
| Április 29.    | To Be Loved                      | Michael Bublé  | [ 174 ] |
| Május 6.       | To Be Loved                      | Michael Bublé  | [ 175 ] |
| Május 13.      | To Be Loved                      | Michael Bublé  | [ 176 ] |
| Május 20.      | Random Access Memories           | Daft Punk      | [ 177 ] |
| Május 27.      | Rockmafia Debrecen †             | Tankcsapda     | [ 178 ] |
| Június 3.      | Rockmafia Debrecen †             | Tankcsapda     | [ 179 ] |
| Június 10.     | Rockmafia Debrecen †             | Tankcsapda     | [ 180 ] |
| Június 17.     | Dark Side of the Sun             | Tompox         | [ 181 ] |
| Június 24.     | Rockmafia Debrecen †             | Tankcsapda     | [ 182 ] |
| Július 1.      | Tizenegy                         | Rúzsa Magdolna | [ 183 ] |
| Július 8.      | Rockmafia Debrecen †             | Tankcsapda     | [ 184 ] |
| Július 15.     | Nem csak a 10 éveseké a világ    | Zorall         | [ 185 ] |
| Július 22.     | Rockmafia Debrecen †             | Tankcsapda     | [ 186 ] |
| Július 29.     | Rockmafia Debrecen †             | Tankcsapda     | [ 187 ] |
| Augusztus 5.   | Rockmafia Debrecen †             | Tankcsapda     | [ 188 ] |
| Augusztus 12.  | Nem csak a 10 éveseké a világ    | Zorall         | [ 189 ] |
| Augusztus 19.  | Rockmafia Debrecen †             | Tankcsapda     | [ 190 ] |
| Augusztus 26.  | A tűz jegyében                   | Ossian         | [ 191 ] |
| Szeptember 2.  | A Száműzött                      | Kárpátia       | [ 192 ] |
| Szeptember 9   | Édes szavakkal                   | Janicsák Veca  | [ 193 ] |
| Szeptember 16. | MDNA World Tour                  | Madonna        | [ 194 ] |
| Szeptember 23. | Marching for Liberty             | Wisdom         | [ 195 ] |
| Szeptember 30. | História                         | Hooligans      | [ 196 ] |
| Október 7.     | 2084 turné                       | Ákos           | [ 197 ] |
| Október 14.    | 2084 turné                       | Ákos           | [ 198 ] |
| Október 21.    | A három...                       | Rómeó Vérzik   | [ 199 ] |
| Október 28.    | Moon Landing                     | James Blunt    | [ 200 ] |
| November 4.    | The Best of Nickelback Volume 1  | Nickelback     | [ 201 ] |
| November 11.   | Igazi hiénák                     | Tankcsapda     | [ 202 ] |
| November 18.   | Igazi hiénák                     | Tankcsapda     | [ 203 ] |
| November 25.   | Midnight Memories                | One Direction  | [ 204 ] |
| December 2.    | Kaktuszliget                     | Quimby         | [ 205 ] |
| December 9.    | Kaktuszliget                     | Quimby         | [ 206 ] |
| December 16.   | Kaktuszliget                     | Quimby         | [ 207 ] |
| December 23.   | Igazi hiénák                     | Tankcsapda     | [ 208 ] |

### 2014
| † | 2014 legtöbb példányszámban eladott albumát jelzi |

| Dátum          | Album                             | Előadó              | Forrás  |
| -------------- | --------------------------------- | ------------------- | ------- |
| December 30.   | Unorthodox Jukebox                | Bruno Mars          | [ 209 ] |
| Január 6.      | A világ összes kincse             | Sárik Péter Trio    | [ 210 ] |
| Január 13.     | Darabok                           | Vad Fruttik         | [ 211 ] |
| Január 20.     | A legjobb méreg                   | Tankcsapda          | [ 212 ] |
| Január 27.     | A legjobb méreg                   | Tankcsapda          | [ 213 ] |
| Február 3.     | Conecto                           | Vastag Csaba        | [ 214 ] |
| Február 10.    | Conecto                           | Vastag Csaba        | [ 215 ] |
| Február 17.    | Conecto                           | Vastag Csaba        | [ 216 ] |
| Február 24.    | Conecto                           | Vastag Csaba        | [ 217 ] |
| Március 3.     | This Moment Will Soon Be Gone     | Subscribe           | [ 218 ] |
| Március 10.    | Tündérország                      | Koncz Zsuzsa        | [ 219 ] |
| Március 17.    | Kiss Me Once                      | Kylie Minogue       | [ 220 ] |
| Március 24.    | Kiss Me Once                      | Kylie Minogue       | [ 221 ] |
| Március 31.    | Kiss Me Once                      | Kylie Minogue       | [ 222 ] |
| Április 7.     | Még nem éden                      | Kowalsky meg a Vega | [ 223 ] |
| Április 14.    | Még nem éden                      | Kowalsky meg a Vega | [ 224 ] |
| Április 21.    | Még nem éden                      | Kowalsky meg a Vega | [ 225 ] |
| Április 28.    | Karcolatok 20 - Jubileumi koncert | Ákos                | [ 226 ] |
| Május 5.       | Karcolatok 20 - Jubileumi koncert | Ákos                | [ 227 ] |
| Május 12.      | Karcolatok 20 - Jubileumi koncert | Ákos                | [ 228 ] |
| Május 19.      | Ghost Stories                     | Coldplay            | [ 229 ] |
| Május 26.      | Ghost Stories                     | Coldplay            | [ 230 ] |
| Június 2.      | Ghost Stories                     | Coldplay            | [ 231 ] |
| Június 9.      | Még nem éden                      | Kowalsky meg a Vega | [ 232 ] |
| Június 16.     | The Hunting Party                 | Linkin Park         | [ 233 ] |
| Június 24.     | The Hunting Party                 | Linkin Park         | [ 234 ] |
| Június 30.     | Ghost Stories                     | Coldplay            | [ 235 ] |
| Július 7.      | Még nem éden                      | Kowalsky meg a Vega | [ 236 ] |
| Július 14.     | Még nem éden                      | Kowalsky meg a Vega | [ 237 ] |
| Július 21.     | Ghost Stories                     | Coldplay            | [ 238 ] |
| Július 28.     | Még nem éden                      | Kowalsky meg a Vega | [ 239 ] |
| Augusztus 4.   | Még nem éden                      | Kowalsky meg a Vega | [ 240 ] |
| Augusztus 11.  | Még nem éden                      | Kowalsky meg a Vega | [ 241 ] |
| Augusztus 18.  | Még nem éden                      | Kowalsky meg a Vega | [ 242 ] |
| Augusztus 25.  | Még nem éden                      | Kowalsky meg a Vega | [ 243 ] |
| Szeptember 1.  | Még nem éden                      | Kowalsky meg a Vega | [ 244 ] |
| Szeptember 8.  | Még nem éden                      | Kowalsky meg a Vega | [ 245 ] |
| Szeptember 15. | Egypár barát - Aréna 2014         | Zorán               | [ 246 ] |
| Szeptember 22. | Igazán EP                         | Ákos                | [ 247 ] |
| Szeptember 29. | A folyamat zajlik...              | Depresszió          | [ 248 ] |
| Október 6.     | Igazán EP                         | Ákos                | [ 249 ] |
| Október 13.    | Urai vagyunk a helyzetnek †       | Tankcsapda          | [ 250 ] |
| Október 20.    | Urai vagyunk a helyzetnek †       | Tankcsapda          | [ 251 ] |
| Október 27.    | Urai vagyunk a helyzetnek †       | Tankcsapda          | [ 252 ] |
| November 3.    | Társasjáték                       | Hooligans           | [ 253 ] |
| November 10.   | Urai vagyunk a helyzetnek †       | Tankcsapda          | [ 254 ] |
| November 17.   | Urai vagyunk a helyzetnek †       | Tankcsapda          | [ 255 ] |
| November 24.   | Listen                            | David Guetta        | [ 256 ] |
| December 1.    | Urai vagyunk a helyzetnek †       | Tankcsapda          | [ 257 ] |
| December 8.    | Csak a név számít                 | Dynamic             | [ 258 ] |
| December 15.   | Csak a név számít                 | Dynamic             | [ 259 ] |
| December 22.   | A Játékkészítő                    | Musical             | [ 260 ] |

### 2015
| † | 2015 legnagyobb példányszámban eladott albumát jelzi |

| Dátum          | Album                       | Előadó                    | Forrás  |
| -------------- | --------------------------- | ------------------------- | ------- |
| December 29.   | A Játékkészítő              | Musical                   | [ 261 ] |
| Január 5.      | Csak a név számít           | Dynamic                   | [ 262 ] |
| Január 12.     | Mindenkinek igaza van       | Intim Torna Illegál       | [ 263 ] |
| Január 19.     | Listen                      | David Guetta              | [ 264 ] |
| Január 26.     | Urai vagyunk a helyzetnek   | Tankcsapda                | [ 265 ] |
| Február 2.     | Wallflower                  | Diana Krall               | [ 266 ] |
| Február 9.     | Enigma                      | Kalapács                  | [ 267 ] |
| Február 16.    | Oltalmadat remélem          | Hungarica                 | [ 268 ] |
| Február 23.    | Urai vagyunk a helyzetnek   | Tankcsapda                | [ 269 ] |
| Március 2.     | Urai vagyunk a helyzetnek   | Tankcsapda                | [ 270 ] |
| Március 9.     | Rebel Heart                 | Madonna                   | [ 271 ] |
| Március 16.    | A sólyom népe               | Edda Művek                | [ 272 ] |
| Március 23.    | A sólyom népe               | Edda Művek                | [ 273 ] |
| Március 30.    | ...For Life                 | ByTheWay                  | [ 274 ] |
| Április 6.     | Vazul vére                  | Rockopera                 | [ 275 ] |
| Április 13.    | Lélekerő                    | Ossian                    | [ 276 ] |
| Április 20.    | Lélekerő                    | Ossian                    | [ 277 ] |
| Április 27.    | Lélekerő                    | Ossian                    | [ 278 ] |
| Május 4.       | Rajzoljunk Álmokat!         | Republic                  | [ 279 ] |
| Május 11.      | Tribute album               | Ganxsta Zolee és a Kartel | [ 280 ] |
| Május 18.      | Tribute album               | Ganxsta Zolee és a Kartel | [ 281 ] |
| Május 25.      | Rajzoljunk Álmokat!         | Republic                  | [ 282 ] |
| Június 1.      | Tribute album               | Ganxsta Zolee és a Kartel | [ 283 ] |
| Június 8.      | Tribute album               | Ganxsta Zolee és a Kartel | [ 284 ] |
| Június 15.     | Tribute album               | Ganxsta Zolee és a Kartel | [ 285 ] |
| Június 22.     | Tribute album               | Ganxsta Zolee és a Kartel | [ 286 ] |
| Június 29.     | Tribute album               | Ganxsta Zolee és a Kartel | [ 287 ] |
| Július 6.      | Tribute album               | Ganxsta Zolee és a Kartel | [ 288 ] |
| Július 13.     | Tribute album               | Ganxsta Zolee és a Kartel | [ 289 ] |
| Július 20.     | Tribute album               | Ganxsta Zolee és a Kartel | [ 290 ] |
| Július 27.     | Tribute album               | Ganxsta Zolee és a Kartel | [ 291 ] |
| Augusztus 3.   | Tribute album               | Ganxsta Zolee és a Kartel | [ 292 ] |
| Augusztus 10.  | Tribute album               | Ganxsta Zolee és a Kartel | [ 293 ] |
| Augusztus 17.  | Rajzoljunk Álmokat!         | Republic                  | [ 294 ] |
| Augusztus 24.  | Visszaesők                  | Sing Sing                 | [ 295 ] |
| Augusztus 31.  | The Book of Souls           | Iron Maiden               | [ 296 ] |
| Szeptember 7.  | Lonely Hearts' Boulevard    | Paddy and the Rats        | [ 297 ] |
| Szeptember 14. | The Book of Souls           | Iron Maiden               | [ 298 ] |
| Szeptember 21. | The Book of Souls           | Iron Maiden               | [ 299 ] |
| Szeptember 28. | Még egyszer †               | Ákos                      | [ 300 ] |
| Október 5.     | Még egyszer †               | Ákos                      | [ 301 ] |
| Október 12.    | Még egyszer †               | Ákos                      | [ 302 ] |
| Október 19.    | Még egyszer †               | Ákos                      | [ 303 ] |
| Október 26.    | Még egyszer †               | Ákos                      | [ 304 ] |
| November 2.    | Még egyszer †               | Ákos                      | [ 305 ] |
| November 9.    | JUBILEUM 25 (Főnix Koncert) | Tankcsapda                | [ 306 ] |
| November 16.   | JUBILEUM 25 (Főnix Koncert) | Tankcsapda                | [ 307 ] |
| November 23.   | JUBILEUM 25 (Főnix Koncert) | Tankcsapda                | [ 308 ] |
| November 30.   | JUBILEUM 25 (Főnix Koncert) | Tankcsapda                | [ 309 ] |
| December 7.    | JUBILEUM 25 (Főnix Koncert) | Tankcsapda                | [ 310 ] |
| December 14.   | 25                          | Adele                     | [ 311 ] |
| December 21.   | JUBILEUM 25 (Főnix Koncert) | Tankcsapda                | [ 312 ] |
| December 28.   | A Játékkészítő              | Musical                   | [ 313 ] |

### 2016
| † | 2016 legnagyobb példányszámban eladott albumát jelzi |

| Dátum          | Album                                          | Előadó                | Forrás  |
| -------------- | ---------------------------------------------- | --------------------- | ------- |
| Január 4.      | JUBILEUM 25 (Főnix Koncert)                    | Tankcsapda            | [ 314 ] |
| Január 11.     | JUBILEUM 25 (Főnix Koncert)                    | Tankcsapda            | [ 315 ] |
| Január 18.     | JUBILEUM 25 (Főnix Koncert)                    | Tankcsapda            | [ 316 ] |
| Január 25.     | JUBILEUM 25 (Főnix Koncert)                    | Tankcsapda            | [ 317 ] |
| Február 1.     | JUBILEUM 25 (Főnix Koncert)                    | Tankcsapda            | [ 318 ] |
| Február 8.     | JUBILEUM 25 (Főnix Koncert)                    | Tankcsapda            | [ 319 ] |
| Február 15.    | Ráadás                                         | Bródy János           | [ 320 ] |
| Február 22.    | Tizenegy                                       | Rúzsa Magdolna        | [ 321 ] |
| Február 29.    | Rise of the Wise                               | Wisdom                | [ 322 ] |
| Március 7.     | Best Of                                        | 30Y                   | [ 323 ] |
| Március 14.    | Túlélő                                         | Leander Kills         | [ 324 ] |
| Március 21.    | Idő van                                        | Fish!                 | [ 325 ] |
| Március 28.    | Ráadás                                         | Bródy János           | [ 326 ] |
| Április 4.     | Varázsszavak                                   | Kowalsky meg a Vega   | [ 327 ] |
| Április 11.    | Varázsszavak                                   | Kowalsky meg a Vega   | [ 328 ] |
| Április 18.    | Varázsszavak                                   | Kowalsky meg a Vega   | [ 329 ] |
| Április 25.    | Varázsszavak                                   | Kowalsky meg a Vega   | [ 330 ] |
| Május 2.       | Varázsszavak                                   | Kowalsky meg a Vega   | [ 331 ] |
| Május 9        | Három rohadék rockcsempész - A huszonötödik év | Tankcsapda            | [ 332 ] |
| Május 16.      | Három rohadék rockcsempész - A huszonötödik év | Tankcsapda            | [ 333 ] |
| Május 23.      | Három rohadék rockcsempész - A huszonötödik év | Tankcsapda            | [ 334 ] |
| Május 30.      | Három rohadék rockcsempész - A huszonötödik év | Tankcsapda            | [ 335 ] |
| Június 6.      | Igaz történet                                  | Hooligans             | [ 336 ] |
| Június 13.     | Igaz történet                                  | Hooligans             | [ 337 ] |
| Június 20.     | The Getaway                                    | Red Hot Chili Peppers | [ 338 ] |
| Június 27.     | Válogatott slágerek utazáshoz, szurkoláshoz    | Bon Voyage            | [ 339 ] |
| Július 4.      | The Getaway                                    | Red Hot Chili Peppers | [ 340 ] |
| Július 11.     | Három rohadék rockcsempész - A huszonötödik év | Tankcsapda            | [ 341 ] |
| Július 18.     | Három rohadék rockcsempész - A huszonötödik év | Tankcsapda            | [ 342 ] |
| Július 25.     | Igaz történet                                  | Hooligans             | [ 343 ] |
| Augusztus 1.   | Varázsszavak                                   | Kowalsky meg a Vega   | [ 344 ] |
| Augusztus 8.   | 30 év legszebb balladái                        | Ossian                | [ 345 ] |
| Augusztus 15.  | 30 év legszebb balladái                        | Ossian                | [ 346 ] |
| Augusztus 22.  | Retrográd                                      | Zorall                | [ 347 ] |
| Augusztus 29.  | 30 év legszebb balladái                        | Ossian                | [ 348 ] |
| Szeptember 5.  | 30 év legszebb balladái                        | Ossian                | [ 349 ] |
| Szeptember 12. | 30 év legszebb balladái                        | Ossian                | [ 350 ] |
| Szeptember 19. | 30 év legszebb balladái                        | Ossian                | [ 351 ] |
| Szeptember 26. | Veletek vagyunk / Dupla Aréna 2015             | Ákos                  | [ 352 ] |
| Október 3.     | Veletek vagyunk / Dupla Aréna 2015             | Ákos                  | [ 353 ] |
| Október 10.    | Veletek vagyunk / Dupla Aréna 2015             | Ákos                  | [ 354 ] |
| Október 17.    | Nobody But Me                                  | Michael Bublé         | [ 355 ] |
| Október 24.    | Nobody But Me                                  | Michael Bublé         | [ 356 ] |
| Október 31.    | Veletek vagyunk / Dupla Aréna 2015             | Ákos                  | [ 357 ] |
| November 7.    | Koncert Budapest Park 2015.09.19.              | Republic              | [ 358 ] |
| November 14.   | Veletek vagyunk / Dupla Aréna 2015             | Ákos                  | [ 359 ] |
| November 21.   | Dolgozzátok fel! †                             | Tankcsapda            | [ 360 ] |
| November 28.   | Dolgozzátok fel! †                             | Tankcsapda            | [ 361 ] |
| December 5.    | Dolgozzátok fel! †                             | Tankcsapda            | [ 362 ] |
| December 12.   | Dolgozzátok fel! †                             | Tankcsapda            | [ 363 ] |
| December 19.   | Dolgozzátok fel! †                             | Tankcsapda            | [ 364 ] |
| December 26.   | Dolgozzátok fel! †                             | Tankcsapda            | [ 365 ] |

### 2017
| † | 2017 legnagyobb példányszámban eladott albumát jelzi |

| Dátum          | Album                         | Előadó                    | Forrás  |
| -------------- | ----------------------------- | ------------------------- | ------- |
| December 30.   | Dolgozzátok fel!              | Tankcsapda                | [ 366 ] |
| Január 6.      | Dolgozzátok fel!              | Tankcsapda                | [ 367 ] |
| Január 13.     | Dolgozzátok fel!              | Tankcsapda                | [ 368 ] |
| Január 20.     | Dolgozzátok fel!              | Tankcsapda                | [ 369 ] |
| Január 27.     | Dolgozzátok fel!              | Tankcsapda                | [ 370 ] |
| Február 3.     | A Pál utcai fiúk              | Dés/Geszti                | [ 371 ] |
| Február 10.    | Dolgozzátok fel!              | Tankcsapda                | [ 372 ] |
| Február 17.    | Beszt Of                      | Rapülők                   | [ 373 ] |
| Február 24.    | Tizenhét                      | Road                      | [ 374 ] |
| Március 3.     | ÷                             | Ed Sheeran                | [ 375 ] |
| Március 10.    | ÷                             | Ed Sheeran                | [ 376 ] |
| Március 17.    | Spirit                        | Depeche Mode              | [ 377 ] |
| Március 24.    | ÷                             | Ed Sheeran                | [ 378 ] |
| Március 31.    | ÷                             | Ed Sheeran                | [ 379 ] |
| Április 7.     | Dolgozzátok fel!              | Tankcsapda                | [ 380 ] |
| Április 14.    | Micsodaország                 | Quimby                    | [ 381 ] |
| Április 21.    | Az igazi szabadság            | Ossian                    | [ 382 ] |
| Április 28.    | 20. Jubileumi Koncertshow     | Hooligans                 | [ 383 ] |
| Május 5.       | Az igazi szabadság            | Ossian                    | [ 384 ] |
| Május 12.      | ÷                             | Ed Sheeran                | [ 385 ] |
| Május 19.      | One More Light                | Linkin Park               | [ 386 ] |
| Május 25.      | Kimondom a neved              | Republic                  | [ 387 ] |
| Június 2.      | Riot City Outlaws             | Paddy and the Rats        | [ 388 ] |
| Június 9.      | Riot City Outlaws             | Paddy and the Rats        | [ 389 ] |
| Június 16.     | Riot City Outlaws             | Paddy and the Rats        | [ 390 ] |
| Június 23.     | Micsodaország                 | Quimby                    | [ 391 ] |
| Június 30.     | Kimondom a neved              | Republic                  | [ 392 ] |
| Július 7.      | Kimondom a neved              | Republic                  | [ 393 ] |
| Július 14.     | Újratervezés                  | Rómeó Vérzik              | [ 394 ] |
| Július 21.     | One More Light                | Linkin Park               | [ 395 ] |
| Július 28.     | Kimondom a neved              | Republic                  | [ 396 ] |
| Augusztus 4.   | Utópia                        | Anna and the Barbies      | [ 397 ] |
| Augusztus 11.  | K.O.                          | Ganxsta Zolee és a Kartel | [ 398 ] |
| Augusztus 18.  | K.O.                          | Ganxsta Zolee és a Kartel | [ 399 ] |
| Augusztus 25.  | 50                            | Hangya                    | [ 400 ] |
| Szeptember 1.  | Nihilista Rock 'n' Roll       | HétköznaPICSAlódások      | [ 401 ] |
| Szeptember 8.  | K.O.                          | Ganxsta Zolee és a Kartel | [ 402 ] |
| Szeptember 15. | Ez az út az az út…            | Attila                    | [ 403 ] |
| Szeptember 22. | Élet a halál előtt            | Leander Kills             | [ 404 ] |
| Szeptember 29. | Kilenc †                      | Kowalsky meg a Vega       | [ 405 ] |
| Október 6.     | Kilenc †                      | Kowalsky meg a Vega       | [ 406 ] |
| Október 13.    | Kilenc †                      | Kowalsky meg a Vega       | [ 407 ] |
| Október 20.    | Válaszok után…                | Depresszió                | [ 408 ] |
| Október 27.    | Jubileum Best Of              | Hooligans                 | [ 409 ] |
| November 3.    | Jubileum Best Of              | Hooligans                 | [ 410 ] |
| November 10.   | Szintirock - Dupla Aréna 2016 | Ákos                      | [ 411 ] |
| November 17.   | Szintirock - Dupla Aréna 2016 | Ákos                      | [ 412 ] |
| November 24.   | Szintirock - Dupla Aréna 2016 | Ákos                      | [ 413 ] |
| December 1.    | Szintirock - Dupla Aréna 2016 | Ákos                      | [ 414 ] |
| December 8.    | Csumpa                        | Bëlga                     | [ 415 ] |
| December 15.   | Aréna Koncert                 | Tankcsapda                | [ 416 ] |
| December 22.   | Álomutazó                     | Musical                   | [ 417 ] |

### 2018
| † | 2018 legnagyobb példányszámban eladott albumát jelzi |

| Dátum          | Album                                     | Előadó                    | Forrás  |
| -------------- | ----------------------------------------- | ------------------------- | ------- |
| December 29.   | Aréna Koncert                             | Tankcsapda                | [ 418 ] |
| Január 5.      | Aréna Koncert                             | Tankcsapda                | [ 419 ] |
| Január 12.     | Arany                                     | Ákos                      | [ 420 ] |
| Január 19.     | Nyárutó                                   | Dalriada                  | [ 421 ] |
| Január 26.     | Szintirock - Dupla Aréna 2016             | Ákos                      | [ 422 ] |
| Február 2.     | 33. - Dalok a testnek, dalok a léleknek † | Edda Művek                | [ 423 ] |
| Február 9.     | 33. - Dalok a testnek, dalok a léleknek † | Edda Művek                | [ 424 ] |
| Február 16.    | 33. - Dalok a testnek, dalok a léleknek † | Edda Művek                | [ 425 ] |
| Február 23.    | 33. - Dalok a testnek, dalok a léleknek † | Edda Művek                | [ 426 ] |
| Március 2.     | 33. - Dalok a testnek, dalok a léleknek † | Edda Művek                | [ 427 ] |
| Március 9.     | 33. - Dalok a testnek, dalok a léleknek † | Edda Művek                | [ 428 ] |
| Március 16.    | 33. - Dalok a testnek, dalok a léleknek † | Edda Művek                | [ 429 ] |
| Március 23.    | 33. - Dalok a testnek, dalok a léleknek † | Edda Művek                | [ 430 ] |
| Március 30.    | Kilenc                                    | Kowalsky meg a Vega       | [ 431 ] |
| Április 6.     | A tökéletesség hibája                     | Road                      | [ 432 ] |
| Április 13.    | Örökfekete                                | Kalapács                  | [ 433 ] |
| Április 20.    | A tökéletesség hibája                     | Road                      | [ 434 ] |
| Április 27.    | Nyitott szívvel                           | Ossian                    | [ 435 ] |
| Május 4.       | Nyitott szívvel                           | Ossian                    | [ 436 ] |
| Május 11.      | PMXV                                      | Punnany Massif            | [ 437 ] |
| Május 18.      | PMXV                                      | Punnany Massif            | [ 438 ] |
| Május 25.      | PMXV                                      | Punnany Massif            | [ 439 ] |
| Június 1.      | PMXV                                      | Punnany Massif            | [ 440 ] |
| Június 8.      | PMXV                                      | Punnany Massif            | [ 441 ] |
| Június 15.     | PMXV                                      | Punnany Massif            | [ 442 ] |
| Június 22.     | PMXV                                      | Punnany Massif            | [ 443 ] |
| Június 29.     | Élet a Marson                             | Honeybeast                | [ 444 ] |
| Július 6.      | Élet a Marson                             | Honeybeast                | [ 445 ] |
| Július 13.     | Strand Fesztivál 2018                     | Válogatás                 | [ 446 ] |
| Július 20.     | Strand Fesztivál 2018                     | Válogatás                 | [ 447 ] |
| Július 27.     | Strand Fesztivál 2018                     | Válogatás                 | [ 448 ] |
| Augusztus 3.   | Kilenc                                    | Kowalsky meg a Vega       | [ 449 ] |
| Augusztus 10.  | Kilenc                                    | Kowalsky meg a Vega       | [ 450 ] |
| Augusztus 17.  | Strand Fesztivál 2018                     | Válogatás                 | [ 451 ] |
| Augusztus 24.  | Strand Fesztivál 2018                     | Válogatás                 | [ 452 ] |
| Augusztus 31.  | Nyitott szívvel                           | Ossian                    | [ 453 ] |
| Szeptember 7.  | Nyitott szívvel                           | Ossian                    | [ 454 ] |
| Szeptember 14. | A tökéletesség hibája                     | Road                      | [ 455 ] |
| Szeptember 21. | Hazatalál                                 | Ákos                      | [ 456 ] |
| Szeptember 28. | Hazatalál                                 | Ákos                      | [ 457 ] |
| Október 5.     | Hazatalál                                 | Ákos                      | [ 458 ] |
| Október 12.    | Hazatalál                                 | Ákos                      | [ 459 ] |
| Október 19.    | Hazatalál                                 | Ákos                      | [ 460 ] |
| Október 26.    | Helldorado újratöltve                     | Ganxsta Zolee és a Kartel | [ 461 ] |
| November 2.    | Helldorado újratöltve                     | Ganxsta Zolee és a Kartel | [ 462 ] |
| November 9.    | Hazatalál                                 | Ákos                      | [ 463 ] |
| November 16.   | 2012-2018                                 | Tankcsapda                | [ 464 ] |
| November 23.   | 1989-1999                                 | Tankcsapda                | [ 465 ] |
| November 30.   | 1989-1999                                 | Tankcsapda                | [ 466 ] |
| December 7.    | Aduász                                    | Rúzsa Magdi               | [ 467 ] |
| December 14.   | Jég hátán                                 | Hooligans                 | [ 468 ] |
| December 21.   | 44 év                                     | Edda Művek                | [ 469 ] |

### 2019
| † | 2019 legnagyobb példányszámban eladott albumát jelzi |

| Dátum          | Album                              | Előadó                    | Forrás  |
| -------------- | ---------------------------------- | ------------------------- | ------- |
| December 28.   | 44 év                              | Edda Művek                | [ 470 ] |
| Január 4.      | Jég hátán                          | Hooligans                 | [ 471 ] |
| Január 11.     | Árnyék és fény †                   | Kowalsky meg a Vega       | [ 472 ] |
| Január 18.     | Árnyék és fény †                   | Kowalsky meg a Vega       | [ 473 ] |
| Január 25.     | Árnyék és fény †                   | Kowalsky meg a Vega       | [ 474 ] |
| Február 1.     | Gyulai Húszfeldolgozó              | Magna Cum Laude           | [ 475 ] |
| Február 8.     | Árnyék és fény †                   | Kowalsky meg a Vega       | [ 476 ] |
| Február 15.    | Árnyék és fény †                   | Kowalsky meg a Vega       | [ 477 ] |
| Február 22.    | Luxusnyomor                        | Leander Kills             | [ 478 ] |
| Március 1.     | Luxusnyomor                        | Leander Kills             | [ 479 ] |
| Március 8.     | Luxusnyomor                        | Leander Kills             | [ 480 ] |
| Március 15.    | Árnyék és fény †                   | Kowalsky meg a Vega       | [ 481 ] |
| Március 22.    | Árnyék és fény †                   | Kowalsky meg a Vega       | [ 482 ] |
| Március 29.    | Naphoz Holddal                     | Kispál és a Borz          | [ 483 ] |
| Április 5.     | A reményhozó                       | Ossian                    | [ 484 ] |
| Április 12.    | 50 - Jubileumi, akusztikus koncert | Ákos                      | [ 485 ] |
| Április 19.    | 50 - Jubileumi, akusztikus koncert | Ákos                      | [ 486 ] |
| Április 26.    | Majd holnap írok…                  | Balázs Pali               | [ 487 ] |
| Május 3.       | 50 - Jubileumi, akusztikus koncert | Ákos                      | [ 488 ] |
| Május 10.      | 50 - Jubileumi, akusztikus koncert | Ákos                      | [ 489 ] |
| Május 17.      | 50 - Jubileumi, akusztikus koncert | Ákos                      | [ 490 ] |
| Május 24.      | Nem tudja senki                    | Follow The Flow           | [ 491 ] |
| Május 31.      | Nem tudja senki                    | Follow The Flow           | [ 492 ] |
| Június 7.      | Nem tudja senki                    | Follow The Flow           | [ 493 ] |
| Június 14.     | 50 - Jubileumi, akusztikus koncert | Ákos                      | [ 494 ] |
| Június 21.     | 50 - Jubileumi, akusztikus koncert | Ákos                      | [ 495 ] |
| Június 28.     | 50 - Jubileumi, akusztikus koncert | Ákos                      | [ 496 ] |
| Július 5.      | Szárnyak nélkül                    | Attila                    | [ 497 ] |
| Július 12.     | No.6 Collaborations Project        | Ed Sheeran                | [ 498 ] |
| Július 19.     | Onnantól - eddig                   | Road                      | [ 499 ] |
| Július 26.     | Onnantól - eddig                   | Road                      | [ 500 ] |
| Augusztus 2.   | No.6 Collaborations Project        | Ed Sheeran                | [ 501 ] |
| Augusztus 9.   | No.6 Collaborations Project        | Ed Sheeran                | [ 502 ] |
| Augusztus 16.  | Szárnyak nélkül                    | Attila                    | [ 503 ] |
| Augusztus 23.  | Szárnyak nélkül                    | Attila                    | [ 504 ] |
| Augusztus 30.  | Szárnyak nélkül                    | Attila                    | [ 505 ] |
| Szeptember 6.  | Nehéz szó                          | Depresszió                | [ 506 ] |
| Szeptember 13. | Nehéz szó                          | Depresszió                | [ 507 ] |
| Szeptember 20. | Nehéz szó                          | Depresszió                | [ 508 ] |
| Szeptember 27. | Idősziget                          | Ákos                      | [ 509 ] |
| Október 4.     | Idősziget                          | Ákos                      | [ 510 ] |
| Október 11.    | Liliput Hollywood                  | Tankcsapda                | [ 511 ] |
| Október 18.    | Liliput Hollywood                  | Tankcsapda                | [ 512 ] |
| Október 25.    | Liliput Hollywood                  | Tankcsapda                | [ 513 ] |
| November 1.    | Liliput Hollywood                  | Tankcsapda                | [ 514 ] |
| November 8.    | Liliput Hollywood                  | Tankcsapda                | [ 515 ] |
| November 15.   | Liliput Hollywood                  | Tankcsapda                | [ 516 ] |
| November 22.   | Idősziget                          | Ákos                      | [ 517 ] |
| November 29    | Liliput Hollywood                  | Tankcsapda                | [ 518 ] |
| December 6.    | Oldskool                           | Ganxsta Zolee és a Kartel | [ 519 ] |
| December 13.   | Idősziget                          | Ákos                      | [ 520 ] |
| December 20.   | Liliput Hollywood                  | Tankcsapda                | [ 521 ] |